# 郑春青
郑春青（1966年2月13日—），越南河内市人，越南石油建设股份有限公司原高管，越南政治人物。

## 生平
郑春青曾获建筑大学本科毕业证书，是城市规划工程师，懂俄语。2007年至2013年，郑春青先后任越南国家石油公司的子公司越南石油建设股份有限公司（PVC）的总经理和董事长。越南通讯社2016年的报道称，郑春青任内“因不负责任和管理失察，以及故意违反商业管理法律规定，导致公司损失近3.3万亿越南盾（合1.45亿美元）”。郑春青离开该公司后，先担任越南工业贸易部办公厅副主任，随后担任越南南部湄公河三角洲地区的后江省人民委员会副主席。2016年5月，郑春青当选为越南国会代表，但在1个月后被除名，后被执政的越南共产党开除党籍。
- 2016年1月，阮富仲在越共十二大开幕所做的报告中，反复强调反腐。越共十二大提出六大核心任务中，第一、第二项同党建和反腐直接相关。为此，阮富仲在2016年初签发了关于补充越共中央反贪反腐指导委员会（反腐委）成员的决定，形成以阮富仲为主任、横跨党政军群、包括越共中央政治局委员的联席机构[3]。
- 2016年夏，郑春青最后一次在越南公开露面。此后郑春青离开越南[2]。2016年9月16日，以越共中央委员、中央检查委员会副主任阮青山为团长的中央检查委员会检查代表团在越共后江省委总部同越共后江省委常委会和有关职能机关举行工作会议，检查代表团公布了越共中央书记处2016年9月9日颁布的以开除党籍形式对2011年至2016年任越共后江省委委员、后江省人民委员会副主席郑春青进行纪律处分的决定[1]。2016年9月，越南公安部安全调查局作出对越南石油建设股份有限公司前董事长郑春青以故意违反国家经济管理规定造成严重后果罪的起诉、逮捕和检查的决定[1]。2016年9月16日，越南检方对越南石油建设股份有限公司的4名前任官员提起公诉，警方同时对该公司在逃的高管郑春青发出国际通缉令[3]。
- 2017年7月初，德国官员与越南的同级官员在二十国集团汉堡峰会期间就该案进行过一次高级别讨论。越南并不是二十国集团成员国，是以特邀嘉宾身份参加峰会。2017年7月23日，在德国柏林的蒂尔加滕（Tiergarten）中央公园，在众目睽睽之下郑春青被武装人员带走。行人将此事报告给柏林警方，柏林警方随后将其作为“绑架与劫持案件”调查[2]。
- 2017年7月31日，越南公安部透露，根据公安部调查警察机关2016年9月19日颁发的决定正在被通缉的郑春青已到公安部安全调查局刑事值班组投案自首[1]。
- 2017年8月2日，德国政府对越南驻德国大使及越南情报机构柏林站站长发出驱逐令，限二人在48小时内离境。德国外交部发言人马丁·沙费尔（Martin Schäfer）表示，“这一前所未有、令人震惊的”案子可能对德国与越南双边政治与经济关系造成“巨大的负面影响”，“这是……对信任的极端破坏”。德国要求越南立即将郑春青送还德国，以便引渡案及避难请求可根据德国法律及国际法处理[2]。2017年8月9日，德国外交部宣布正考虑采取进一步措施[4]。